# Momordica
Momordica és un gènere de plantes amb flor de la família Cucurbitaceae. Algunes espècies són cultivades per llurs fruits. Momordica charantia (ku gua 苦瓜) prové de l'Àfrica, però ha estat utilitzat en la medicina tradicional i la gastronomia de molts països d'Àsia.
Les fulles i les llavors també tenen aplicacions medicinals.

## Taxonomia
S'hi inclouen una vuitantena d'espècies entre elles:
- Momordica aculeata Poir.
- Momordica acuminata Merr.
- Momordica affinis De Wild.
- Momordica amaniana Cogn.
- Momordica angolensis R.Fernandes
- Momordica angustisepala Harms
- Momordica anigosantha Hook.f.
- Momordica auriculata Noronha
- Momordica balsamina L.
- Momordica bequaertii De Wild.
- Momordica boivinii Baill.
- Momordica bracteata Hutch & Dalziel
- Momordica bricchettii Chiov.
- Momordica cabrae (Cogn.) C.Jeffrey
- Momordica calantha Gilg
- Momordica camerounensis Keraudren
- Momordica chinensis Hort.
- Momordica clematidea Sond.
- Momordica charantia L. - carbassó amarg
- Momordica cissoides Planch. ex Benth.
- Momordica clarkeana King
- Momordica cochinchinensis (Lour.) Spreng. - Gac
- Momordica cogniauxiana De Wild.
- Momordica cordata Cogn.
- Momordica coriacea Cogn.
- Momordica corymbifera Hook.f.
- Momordica cymbalaria Hook.f.
- Momordica denticulata Miq.
- Momordica denudata C.B.Clarke
- Momordica dictyosperma Griseb
- Momordica dioica Roxb. ex Willd.
- Momordica diplotrimera Harms
- Momordica dissecta Baker
- Momordica eberhardtii Gagnep.
- Momordica enneaphylla Cogn.
- Momordica fasciculata Cogn.
- Momordica foetida Schumach.
- Momordica gabonii Cogn.
- Momordica glabra Zimmerman
- Momordica gracilis De Wild. & T.Durand
- Momordica grandibracteata Gilg
- Momordica henriquesii Cogn.
- Momordica involucrata E.Mey.
- Momordica jeffreyana Keraudren
- Momordica laotica Gagnep.
- Momordica laurentii De Wild.
- Momordica leiocarpa Gilg
- Momordica littorea Thulin
- Momordica macrantha Gilg
- Momordica macrophylla Gage
- Momordica mannii Hook.f.
- Momordica marlothi Harms
- Momordica martinicensis Hook. ex Wien.
- Momordica meloniflora Hand.-Mazz.
- Momordica microphylla Chiov.
- Momordica mossambica H.Schaef.
- Momordica multicrenulata Cogn.
- Momordica multiflora Hook.f.
- Momordica obtusisepala Keraudren
- Momordica parvifolia Cogn.
- Momordica pauciflora Cogn. ex Harms
- Momordica pedisecta Ser.
- Momordica peteri A.Zimm.
- Momordica pterocarpa Hochst.
- Momordica pycnantha Harms
- Momordica racemiflora Cogn.
- Momordica repens Bremek.
- Momordica rostrata A.Zimm.
- Momordica rumphii W.J.De Wilde
- Momordica runssorica Gilg
- Momordica rutshuruensis De Wild.
- Momordica sahyadrica Kattuk. & V.T.Antony
- Momordica schinzii Cogn. ex Schinz
- Momordica schliebenii Harms
- Momordica sessilifolia Cogn.
- Momordica silvatica Jongkind
- Momordica somalensis Chiov.
- Momordica suringarii Cogn.
- Momordica thollonii Cogn.
- Momordica tonkinensis Gagnep.
- Momordica trifoliolata Hook.f.
- Momordica welwitschii Hook.f.
- Momordica wildemaniana Cogn.